# Duress (England und Wales)
Als duress (englisch ‚Zwang‘) bezeichnet man im Strafrecht von England und Wales eine defence (Verteidigungseinrede). Sie ist nicht gesetzlich geregelt, sondern existiert nur als common law. Sie existiert in zwei Formen: als duress by threats und duress by circumstance. Duress by threats liegt als klassische duress-Einrede vor, wenn der Täter bei Begehung der Tat unter dem Eindruck einer Drohung mit dem Tod oder einer schweren Körperverletzung (death or serious bodily harm) gehandelt hat. Da das englische Recht nach herrschender Meinung Notstand, also die Rettung eines überwiegenden Interesses durch Aufopferung eines anderen als necessity nicht als defence zulässt, hat sich seit den 1980ern neben der duress-Einrede auch duress by circumstance als defence etabliert: Hierbei entschließt sich der Täter selbst aufgrund äußerer Umstände zu einer strafbaren Handlung.